# Henkel
Henkel (FWB: HEN) là nhà sản xuất đồ gia dụng và chất kết dính có trụ sở tại Düsseldorf, Đức.
Đây là một công ty đa quốc gia và là một trong 30 công ty hàng đầu tạo nên chỉ số trung bình DAX của Sở giao dịch chứng khoán Frankfurt. Các lĩnh vực kinh doanh chính bao gồm chất tẩy rửa & chăm sóc gia đình, chăm sóc sắc đẹp và công nghệ kết dính.